# Leucothyreus subcupreus
Leucothyreus subcupreus är en skalbaggsart som beskrevs av Blanchard 1851. Leucothyreus subcupreus ingår i släktet Leucothyreus och familjen Rutelidae. Inga underarter finns listade i Catalogue of Life.